# 1055 Tynka
1055 Tynka је астероид главног астероидног појаса чија средња удаљеност од Сунца износи 2,198 астрономских јединица (АЈ).
Апсолутна магнитуда астероида је 12,0 а геометријски албедо 0,064.